# Ryszard Podstolski
Ryszard Podstolski (ur. 3 kwietnia 1935 w Warszawie, zm. 30 sierpnia 2013 w Warszawie) – polski geolog, specjalista w zakresie geologii surowców mineralnych, a zwłaszcza surowców skalnych.

## Młodość
Wcześnie stracił ojca, którego okupanci rozstrzelali w Palmirach. Powstanie Warszawskie przeżył w centrum stolicy, a następnie trafił do obozów w Pruszkowie i w Grodzisku Mazowieckim. Z transportu do Oświęcimia udało się mu zbiec.
Po wojnie zamieszkał w Koszalinie, a następnie w Kijowie, gdzie jego matka podjęła pracę w Polskim Konsulacie Generalnym. W Kijowie rozpoczął naukę, uzyskał świadectwo maturalne i podjął studia na Wydziale Górniczym Politechniki Kijowskiej, na kierunku geologii i poszukiwań surowców mineralnych. Po reorganizacji tej placówki został przeniesiony na Wydział Geologii Uniwersytetu Kijowskiego, który ukończył w 1958, uzyskując dyplom magistra inżyniera.

## Praca
W 1958 powrócił do Polski i podjął pracę w Instytucie Geologicznym w Warszawie. Początkowo pracował w Zakładzie Złóż Pierwiastków Rzadkich i Promieniotwórczych. Zajmował się poszukiwaniem uranu w Sudetach. Brał udział w szczegółowym rozpoznawaniu anomalii uranometrycznych w Górach Izerskich, w zastosowaniu metod geochemicznych w poszukiwaniu osadowych złóż uranu oraz w opracowaniu szczegółowego, uranometrycznego zdjęcia glebowego w rejonie Gierczyna, Przecznicy, Czarniawy, Pobiednej i Ogorzelca.
Następnie przeniósł się do Zakładu Złóż Surowców Skalnych IG. Zajmował się tam poszukiwaniem i rozpoznawaniem złóż surowców niemetalicznych. Prowadził m.in. badania przydatności skał węglanowych triasu śląsko-krakowskiego z rejonu Jemielnicy i Suchej na potrzeby przemysłu materiałów wiążących. Wskazał także na perspektywy występowania skał węglanowych na obszarze Jury Krakowsko-Wieluńskiej, w rejonie Radoni, oraz możliwości ich zastosowania do produkcji kruszyw łamanych i kamienia budowlanego. Ponadto opracował charakterystykę surowcową granitu i kopalin towarzyszących w masywie granitowym Strzegom–Sobótka w Sudetach. Zajmował się również badaniami nowych surowców mineralnych, m.in. zeolitów. W wyniku tych badań opracował dokumentację geologiczną łupków klinoptylolitowo-montmoryllonitowych w Dylągówce i Ulanicy na Pogórzu Dynowskim.
W 1969 otrzymał uprawnienia geologiczne do badań i poszukiwań kopalin stałych. Otrzymał również stopień Dyrektora Górniczego I Stopnia.
W latach 1978–1987 Ryszard Podstolski pracował na kontrakcie Geopolu w Mongolii. Pełnił tam funkcję zastępcy głównego geologa Międzynarodowej Ekspedycji Geologicznej RWPG. Za swoją działalność był wielokrotnie nagradzany mongolskimi dyplomami uznania. Po zakończeniu pracy w Mongolii wrócił do Polski, do Państwowego Instytutu Geologicznego.
W ostatniej dekadzie XX w. ze szczególnym nasileniem prowadzono prace geologiczne związane z surowcami skalnymi, w których Ryszard Podstolski brał udział. Opracował m.in. trzy arkusze Mapy geologiczno-gospodarczej Polski 1:50 000: Otwock, Warszawa-Wschód i Kórnik. W związku z rozpoczęciem budowy autostrad w Polsce uczestniczył w przygotowaniu opracowania na temat występowania surowców niezbędnych do ich budowy oraz wpływu tych inwestycji na środowisko geologiczne i hydrologiczne. Opracował również, we współpracy z Ireną Olkowicz-Paprocką, monografię występowania torfu w Polsce.
W tym czasie Ministerstwo Środowiska powołało Ryszarda Podstolskiego do jednego z czterech dwuosobowych zespołów, których zadaniem było przeprowadzanie kontroli realizacji koncesji geologicznych na eksploatację złóż surowców, wydanych przez ministra lub wojewodów.
Przeszedł na emeryturę w 2001. W swoim dorobku naukowym ma około 50 publikacji i 56 opracowań archiwalnych.

## Odznaczenia
- Złota Odznaka Państwowego Instytutu Geologicznego.
- Złota Odznaka honorowa „Zasłużony dla Budownictwa i Przemysłu Materiałów Budowlanych”
- Srebrna Odznaka honorowa „Zasłużony dla polskiej geologii”.
- Srebrna Odznaka honorowa „Za Zasługi dla Ochrony Środowiska i Gospodarki Wodnej”

Zmarł 30 sierpnia 2013 w Warszawie.

## Źródła
- Olkowicz-Paprocka I, 2014, Ryszard Podstolski 1935-2013, Przegl. Geol., Pożegnania, v. 62, nr 7, str. 334-335, Warszawa.